# Joan Sarradell i Farràs
Joan Sarradell i Farràs fou un advocat, periodista i polític català, diputat a les Corts Espanyoles durant la restauració borbònica.
Lleidatà i maçó, amic de Josep Pla fou diputat del Partit Liberal Fusionista pel districte de Solsona a les eleccions generals espanyoles de 1919 i pel de la Seu d'Urgell a les eleccions generals espanyoles de 1920 i 1923.
Com a maçó pertanyia a la lògia La Unión nº 9 de Madrid, fundada en 1928 i a la que hi pertanyien Alejandro Lerroux, l'alcalde de Madrid Pedro Rico López, l'escriptor Joaquín Dicenta, el general José Riquelme López-Bago i el diputat republicà gallec Gerardo Abad Conde. En 1935 Sarradell arribaria a ser Gran Mestre de la Gran Lògia Espanyola. Després de la guerra civil espanyola li fou obert un expedient pel Tribunal de Responsabilitats Polítiques.